# 장수도마뱀
장수도마뱀(학명: Plestiodon coreensis 플레스티오돈 코레엔시스[*])은 도마뱀과 장수도마뱀속의 일종으로 한반도의 고유종이다.